# Frank Luptow
Frank Lüptow, genannt Frank Luptow (* 20. November 1905 in Detroit, Michigan; † 21. September 1952 in Atlanta, Georgia), war ein US-amerikanischer Autorennfahrer.

## Karriere
Luptow fuhr Rennen in verschiedenen Klassen des US-amerikanischen Motorsports. In Midget-Car-Rennserie der IMCA wurde er 1949, 1950 und 1951 drei Mal in Folge Meister. In der NASCAR-Serie fuhr er 1950 und 1951 fünf Rennen. Sein bestes Resultat war Platz 5 in Charlotte.
In der AAA-National-Serie betrat er 1946 ein Rennen. Für die 500 Meilen von Indianapolis 1952 konnte er sich nicht qualifizieren. Im September derselben Jahres kam er bei einem Stockcar-Rennen in Atlanta ums Leben, als an seinem Hudson Hornet die Hinterachse brach.
Seine Witwe heiratete später den Rennfahrer Bobby Grim.

## Statistik

### Indy-500-Ergebnisse
| Jahr | Startnr. | Start | Qual (km/h) | Ergebnis | Runden | Führung | Ausfall |
| ---- | -------- | ----- | ----------- | -------- | ------ | ------- | ------- |
| 1952 | 56       | DNQ   |             |          |        |         |         |

| Legende  | Legende            | Legende                                                          |
| Farbe    | Abkürzung          | Bedeutung                                                        |
| -------- | ------------------ | ---------------------------------------------------------------- |
| Gold     | –                  | Sieg                                                             |
| Silber   | –                  | 2. Platz                                                         |
| Bronze   | –                  | 3. Platz                                                         |
| Grün     | –                  | Platzierung in den Punkten                                       |
| Blau     | –                  | Klassifiziert außerhalb der Punkteränge                          |
| Violett  | DNF                | Rennen nicht beendet (did not finish)                            |
| Violett  | NC                 | nicht klassifiziert (not classified)                             |
| Rot      | DNQ                | nicht qualifiziert (did not qualify)                             |
| Rot      | DNPQ               | in Vorqualifikation gescheitert (did not pre-qualify)            |
| Schwarz  | DSQ                | disqualifiziert (disqualified)                                   |
| Weiß     | DNS                | nicht am Start (did not start)                                   |
| Weiß     | WD                 | zurückgezogen (withdrawn)                                        |
| Hellblau | PO                 | nur am Training teilgenommen (practiced only)                    |
| Hellblau | TD                 | Freitags-Testfahrer (test driver)                                |
| ohne     | DNP                | nicht am Training teilgenommen (did not practice)                |
| ohne     | INJ                | verletzt oder krank (injured)                                    |
| ohne     | EX                 | ausgeschlossen (excluded)                                        |
| ohne     | DNA                | nicht erschienen (did not arrive)                                |
| ohne     | C                  | Rennen abgesagt (cancelled)                                      |
| ohne     | keine WM-Teilnahme |                                                                  |
| sonstige | P/fett             | Pole-Position                                                    |
| sonstige | 1/2/3/4/5/6/7/8    | Punktplatzierung im Sprint-/Qualifikationsrennen                 |
| sonstige | SR/kursiv          | Schnellste Rennrunde                                             |
| sonstige | *                  | nicht im Ziel, aufgrund der zurückgelegten Distanz aber gewertet |
| sonstige | ()                 | Streichresultate                                                 |
| sonstige | unterstrichen      | Führender in der Gesamtwertung                                   |